# Vámosatya
Vámosatya község Szabolcs-Szatmár-Bereg vármegye Vásárosnaményi járásában.

## Fekvése
Vámosatya Magyarország keleti szélén, Szabolcs-Szatmár-Bereg vármegyében, a Tisza jobb partján fekszik. A keleti schengeni határtól 5 kilométerre található.

### Megközelítése
Közúton három irányból érhető el: Vásárosnamény (Gergelyiugornya)-Tiszaszalka, illetve Gelénes felől a 4122-es, Barabás felől pedig a 4123-as úton.
Budapestről az M3 autópályán, Nyíregyházától 75–80 kilométerre a 41-es számú főútról érhetjük el. Vásárosnaményból a Tisza-híd után balra fordulva kanyargós úton 16 kilométerre, vagy egyenesen haladva Tákos, Csaroda, Gelénes felől közelíthető meg.

## Története
Vámosatya község neve először 1289-ben tűnik fel oklevelekben Athya, Athyas megnevezéssel.
Később a területnek birtokosai voltak a Gutkeled nemzetségbeliek, a Gacsályi család és a Guthiak is. Az utótag a családnévből eredhet.
Nevének „vámos” előtagja azt jelöli, hogy hajdan vámszedőhely, vagyis vámjoggal bíró település volt. A kelet- nyugati kereskedelmi útvonalon fekvő település az átjárásért vámot szedhetett.
Írott források már a 13. században említették, 1333-ban pedig, a pápai tizedek lajstromában már mint népes helységet jegyezték. Az atyai vámról 1399-ben esett először szó az eddig megismert oklevelekben, szakirodalomban.
A Büdy család váráról egy 1557-es oklevél tett említést, miszerint azt Büdy Mihály elhagyta, és azt Izabella királyné részére Balassa Menyhért Hagymási Kristóffal együtt elfoglalta.
A várat a Büdyek 1563-ban visszakapták, ám 1564-ben, amikor Báthory István erdélyi fejedelem ostrom alá fogta, a szabad elvonulásért átadták neki. Báthory a várat leromboltatta.
1567-ben a tatárok feldúlták a falut, a lakosokat elhurcolták.
A falu azonban rövidesen ismét jelentékeny hellyé vált, hiszen 1658-ban és 1710-ben is tartottak itt megyegyűlést.
Csanády Sándor itteni birtokos 1874. december 9-én egy 710 ölnyi belső atyai telket és Hetényben 6 hold földet íratott „Kossuth Lajos turini lakos” nevére, hogy az választó és választható legyen. Kossuth ezekről 1879-ben, a honosítási törvény szentesítése után lemondott.

## Közélete

### Polgármesterei
- 1990–1994: Zsóka László (független)[3]
- 1994–1998: Szász József (független)[4]
- 1998–2002: Szász József (független)[5]
- 2002–2006: Szász József (független)[6]
- 2006–2010: Szász József (független)[7]
- 2010–2014: Szász József (független)[8]
- 2014–2019: Szász József (független)[9]
- 2019–2024: Szász József (független)[10]
- 2024– : Krutilla Józsefné (független)[1]

## Népesség
A település népességének változása:
| Lakosok száma | 578  | 564  | 556  | 562  | 512  | 507  | 517  |
|               | 2013 | 2014 | 2015 | 2021 | 2022 | 2023 | 2024 |

2001-ben a település lakosságának közel 100%-a magyar nemzetiségűnek vallotta magát.
A 2011-es népszámlálás során a lakosok 94,7%-a magyarnak, 5,1% cigánynak, 0,2% németnek mondta magát (5,3% nem nyilatkozott; a kettős identitások miatt a végösszeg nagyobb lehet 100%-nál). A vallási megoszlás a következő volt: római katolikus 10,4%, református 74,2%, görögkatolikus 1,9%, felekezeten kívüli 5,3% (7,6% nem válaszolt).
2022-ben a lakosság 92,4%-a vallotta magát magyarnak, 1,2% cigánynak, 0,8% ukránnak, 0,2-0,2% lengyelnek és németnek, 1,2% egyéb, nem hazai nemzetiségűnek (7,6% nem nyilatkozott; a kettős identitások miatt a végösszeg nagyobb lehet 100%-nál). Vallásuk szerint 6,8% volt római katolikus, 50,4% református, 2,3% görög katolikus, 0,8% egyéb keresztény, 2,7% felekezeten kívüli (36,7% nem válaszolt).

## Nevezetességei
Emlékoszlop
A férfiak többségét e községből is hadifogolyként hurcolták el a második világháború végén. A száz kilométereken át hóban-fagyban menetelés, a mostoha körülmények és gyakran a harcok tizedelték a fiatalokat, időseket egyaránt.
Az elesetteknek állított emléket a község az emlékoszlopon nevük felsorolásával.
Református templom

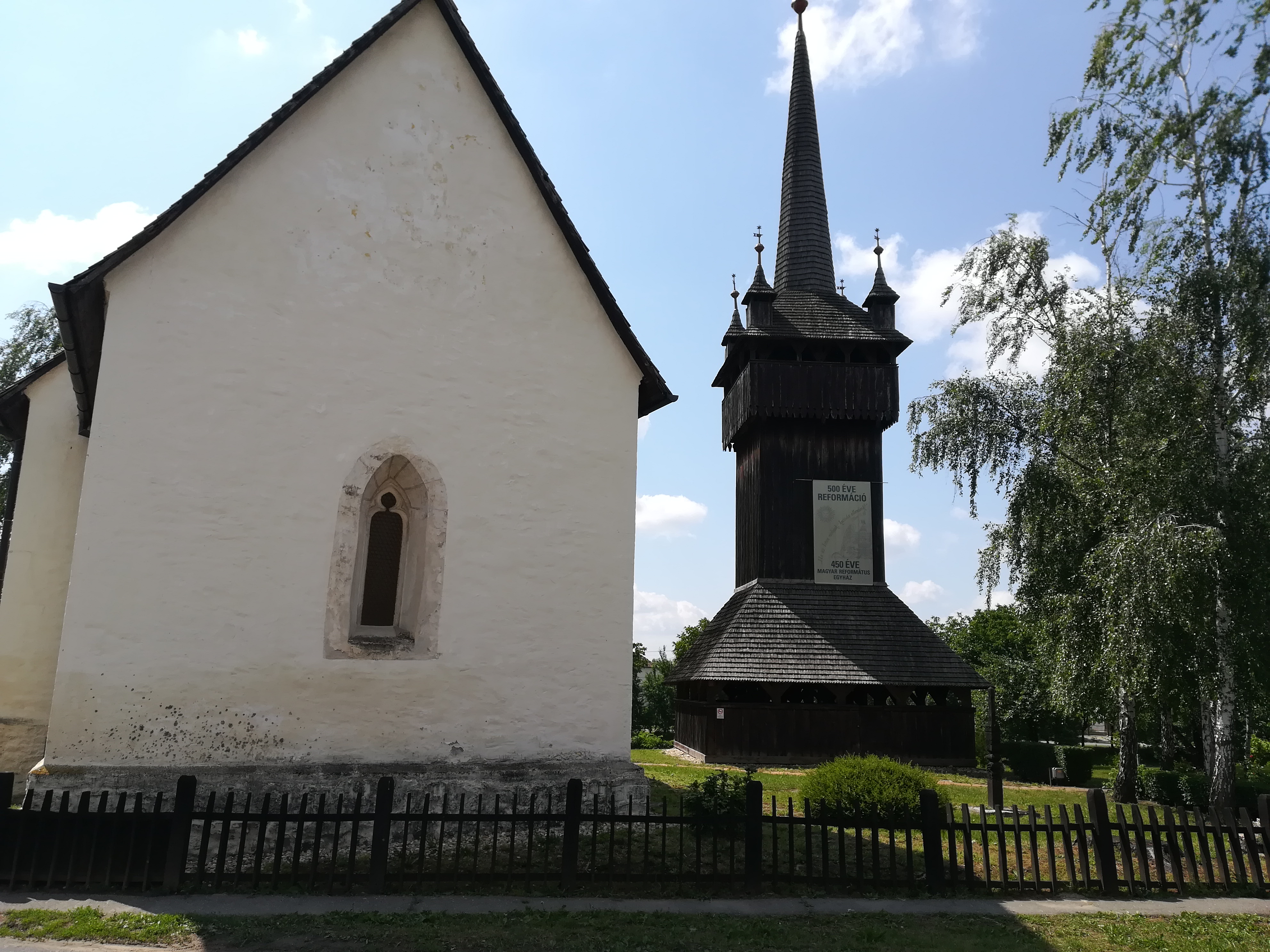
A templom és a harangtorony

Atya faluról 1289-ben olvashatunk a nagyváradi káptalan irataiból.
1321-ben említik először oklevelek a falu papját, Pétert.
1334-ben a pápai tizedjegyzék alapján Atya nagy és módos helység lehetett.
A 14. század elején épülhetett, 1341-ben írt oklevélben említtetik először a már meglévő, Szent György mártír tiszteletére emelt kőtemplom, melyen a mai napig kisebb átalakításokat végeznek.
A templom kora gótikus stílusban épült. A híres Gutkeled nemzetség Acsa (Athya) családja építtette.
1565-ben vált a templom protestánssá, ma református. Ez időben híres prédikátorok jártak ide Beregszászból (mint pl.: Kálmánchei Sánta Márton, Radán Balázs).
A falrészen a bejárati ajtónál balra fenn, 1640-ből, festett, reneszánsz kori, virágos (tulipános)falkép található. A szentély részben, mely élszedett kőből faragott diadalívvel kezdődik, található a reformáció korában félig befalazott sekrestye bejárata. A szentély északi részén található egy kőből faragott szentségtartó (pasztofórium), mely híressége a templomnak. Vele szemben, a szentély déli oldalán van a kegyúri fülke. A szentélyben a szolgáló személyeken kívül csak a kegyúr tartózkodhatott. Őt tisztelték meg a mennyezeten keresztbordázatos zárókőre faragott Gutkeled nemzetség farkasfogas (vagy sárkányfogas) címerével.
A kelet-nyugat irányban épített templom szentély részéből a második (hajó) részbe átmenve, a fal déli részén, kora gótikus stílusban, faragott kőkeretes ablakok közt van egy szemüreg alakú ablak, mely a templom "szeme”.
A hajó északi falán található az egyetlen barokk ablak. A nyugati falon, a kapu felett, körablak található. Érdekessége még a templomnak a középkori, "egyfából" készült ajtó, melyen korabeli zár található.
A padokon korabeli festés, a bejárati ajtó fölött karzat található.
A 2024. évi rekonstrukció során további tulipános fali képek kerültek feltárásra. Az új kutatás eredménye, hogy a szószék fölötti arany pelikán mögött a boltíven egy szent képe is láthatóvá vált. A további feltárás és kutatás pénz hiányában egyelőre szünetel.
Fa harangtorony
A református templom mellett északra álló zsindelyborítású harangtorony a 18. században épült.
A négy fatornyos, 26 és fél méter magas torony, a második legmagasabb a Felső-Tisza vidékén.
A csak fából készült torony 1691-ben épült. Atyai mesterek készítették az erdélyi stílusú haranglábat.
Kívülről is megcsodálható az ún. fecske-farkos gerendakötések szépsége. A gerendák nagysága óriási fákról tanúskodnak (az atyai erdőből származtak) amelyeket római és arab számokkal megszámozva, kifaragott állapotba hoztak be a faluba, jelenlegi helyükre.
A templom és a harangláb az Országos Műemlék Felügyelőség által 1979-80-ban lett teljesen helyreállítva.
A harangláb első szintjéről körpanoráma tárul a látogató elé. Tiszta időben a Büdy-vár romjáig el lehet látni.
A fa harangtorony makettjei és további relikviák a paplak épületében megtekinthetők.

### Büdy-vár
A Büdy-várat a 13. században építtette a Büdy család.
A négy saroktornyos, négyzetes alaprajzú, kőből épült erősség 1660-ban már romos volt. Mára sajnos a várat a gaz, lom belepte; a belső vár a talajszinttel vált egyenlővé. Csak a várat körülvevő sánc és az egykor mintegy 3-5 méter mély vizesárok nyomai maradtak meg, ezek óvták meg a mezőgazdasági műveléstől e fontos műemléket. A Beregi-síkság hazai részén más kővárnak nyomát sem találni.
A várat írott forrás először 1524-ben említette. Az 1563-ban megerősített, vizesárokkal körülvett erődítményt 1564-ben Báthory István vette ostrom alá - sikerrel.
A 17. század elején kihaltak a Büdyek, majd több kis birtokos kezén ment keresztül a vár, míg elhagyatva pusztulásnak indult.
Gelénes felől közeledve Vámosatyához, a községhez közel, a 4122-es úttól balra találjuk a vár maradványait. A közúttól mintegy fél órányi sétával juthatunk gyalog a vár maradványaihoz, részben szántón, részben bozótoson keresztül. Jól kivehető körítő külső vizesárok és csekély falmaradványok ismerhetők fel a helyszínen.
2024-ben befejeződött a várrom feltárása, szakszerű felújítása (a 20 éves munka részleteiről bővebb információk olvashatók és képek láthatók a vamosatya.uw.hu oldalon). A megújult rom időközben bekerült a Szabolcs-Szatmár-Bereg Vármegyei Értéktárba is, a megye nevezetes értékei közé.

### Bockereki-erdő (Védett terület)
Délről érinti a település határát a Szatmár-Beregi Tájvédelmi Körzet-hez tartozó Bockereki-erdő, melyben védett állatok, növények is találhatók.
A mintegy 600 hektáros Bockereki-erdő többek között a fekete gólyák kedvelt fészkelőhelye.
Vámosatya vonzáskörzetében található a Bereg tüdeje, a Bockereki-erdő, amelyet a szerencsés történeti körülmények, kedvező fekvése, elzártsága, viszonylag a természethez közel álló formában, eredeti állapotban maradt fenn a mai napig.
Az erdő a Beregi-síkság legnagyobb összefüggő erdősége, gyönyörű tisztásokkal, gazdag és változatos élővilággal. Az erdőben hatalmas lenyűgöző tisztások találhatók, melyek gazdag faunával rendelkeznek.
A Bockereki-erdő természeti és botanikai értékének megőrzése a célunk, mert ez biztosítja a táj szépségét.
A Beregbe érkező látogatókat szeretnénk gyönyörködtetni a táj szépségében, melyhez sok segítséget adhat a hagyományteremtés szándékával már második alkalommal szervezett természetvédelmi napok rendezvény.
A Vámosatyáért alapítvány erdei iskola és tanösvény megvalósításán dolgozik.
Innen indul a Büdy-vár érintésével Gelénesig haladó Gémes tanösvény.
Az értékes növény- és vadállományt nem csak az itt lakók, a tájvédelmi körzet védi, hanem az 1996-ban megalakult „Bockerek” Vadásztársaság is. Területükön gondos vadgazdálkodással elérték, hogy a vadállomány létszáma és a fajok száma nem csökkent, természetes fejlődésük biztosított.
A vadászterületen előforduló védett állatok közül a vadmacskát borzot, vidrát, nyestet lehet megemlíteni.
A területhez mérten kiváló egyedekkel büszkélkedik a társaság dám- és gímszarvasból, valamint vaddisznóból.

### Történelmi Emlékpark
A vámszedés helyén 2000 óta bővül a község központjában található emlékpark, mely a község történelme egyes eseményeinek állít emléket.
A városháza és az óvoda között elhelyezkedő téren látható a község címerét ábrázoló mozaik kép, mögött ünnepnapokon a zászlók lobognak. A címer az alapítványt is létrehozó dr Berényi László ajándéka és Körtvélyesi Zsolt munkája. Parkos, virágos környezetben itt pihenhetnek meg az átutazók, turisták. 2010-ben átadták az elesetteknek, a hősöknek és a vámszedésnek emléket állító, kopjafákból készített hősi múltat bemutató emlékparkot.

### Büdy-ház
A történelmi emlékparkkal szemben, az út túloldalán a Büdy-ház található, melyben képeslap- és bélyegkiállítás tekinthető meg. Külön szobában H0 méretarányú vasútmodell és korabeli fényképek mutatják be a településről a járási, megyeszékhelyre és a fővárosba utazás állomásait. A község a megújulás megálmodójának, dr Berényi Lászlónak a munkáját díszpolgári címmel ismerte el és a jogi egyetemi tankönyveit, bírói talárját és emléktárgyait egy itt található szobában mutatja be.

### Tájház
A község történelmi emlékeinek megőrzésére, bemutatására, a falusi vendégvárás és vendégfogadás céljára az önkormányzat korabeli lakást vásárolt.
A felújítása megtörtént. Vesszőből font kerítés, kapu készült az utcafrontra.
A lakás előkertjében a virágos udvarról, a porta tisztántartásáról az önkormányzat gondoskodik.
A nyári konyha előtti részben a vendégek fogadására lócák, padok, asztalok kerültek kiépítésre. A nyári konyha nádfedését felújítottuk, vakolata kijavítva.
A lakás első szobájában egy tiszta szobát kívánunk kialakítani 20. század eleji bútorzattal, vetett ággyal, díszpárnákkal, rongyszőnyegekkel.
A szekrénybe ruhák, ágynemű, stafírung, az asztal étkezéshez megterítve. A belépőben a konyhabútorok és felszerelési tárgyak találhatók. A hátsó szoba alkalmi kiállításoknak ad helyet.
A VTSZ szövetségébe történő társulást követően a tájház és berendezése hátra került és a lakásba vámtörténeti, rendészeti, katonai emlékkiállítás került.
A melléképület felújítása után az 1950-es évekbeli helyi lakás bútorait, berendezéseit mutatja be. Asztalos szerszámok, egy szövőszék és a szövés, fonás tárgyai kerültek itt elhelyezésre. Az udvaron kemence épült, a kenyérsütés eszközei és éléskamra tárgyai megtekinthetők itt.
Szervezés alatt a fafaragó és az életmód tábor nyári egyhetes bennlakással.
Várjuk az iskolákat 1-2 napos kirándulásokra, lovaskocsis várlátogatásra.
Az út túloldalán, a tájházzal szemben cserépmúzeum, lámpamúzeum, egyháztörténeti kiállítás látható.

## Külső hivatkozások
- Vámosatya az utazom.com honlapján
- Vámosatya a Nyugalom és Béke szigete a Beregben